# Ordine della Principessa Olga
L'ordine della Principessa Olga (in ucraino Орден княгині Ольги?, Orden knjahyni Ol'hy) è un'onorificenza ucraina.

## Storia
L'ordine è stato fondato il 15 agosto 1997 ed è dedicato alla principessa Olga di Kiev.

## Classi
L'ordine dispone delle seguenti classi di benemerenza:
- I Classe
- II Classe
- III Classe

| Insegne    | Insegne   | Insegne  | Insegne |
| ---------- | --------- | -------- | ------- |
|            |           |          |         |
| Nastri     |           |          |         |
| III Classe | II Classe | I Classe |         |

## Assegnazione
L'Ordine è assegnato alle cittadine:
- per meriti in campo scientifico, educativo, culturale e sociale.

## Insegne
- L'insegna è argentata per la III Classe, parzialmente dorata per la II Classe e interamente dorata per la I Classe e ha una forma ovale con al centro l'immagine in rilievo della Principessa Olga.
- Il nastro varia a seconda della classe, rimangono però uguali i colori cioè viola e bianco.